# Stephen Bambury
Stephen Bambury (* 1951 in Christchurch, Neuseeland) ist ein neuseeländischer Maler.

## Leben
Stephen Bambury wurde 1951 in Christchurch geboren, studierte von 1972 bis 1975 Kunst an der Elam School of Fine Art der University of Auckland und schloss sein Studium mit einem Diplom ab. In den Jahren 1979 und 1983 erhielt er jeweils ein Stipendium des Queen Elizabeth II Arts Council, ging 1980 auf eine Studienreise nach Nordamerika, was er 1984 noch einmal wiederholte. 1987 lebte und arbeitete er an dem Victoria College in Melbourne und 1989 für eine kurze Zeit in der Region Champagne-Ardenne in Frankreich. Zwischen den Jahren 1989 und 1992 lebte und arbeitete er in Paris und seit 2009 in Auckland in Neuseeland.
Stephen Bambury ist ein abstrakter, konzeptueller Maler, der die formalen Parameter seines künstlerischen Werkes früh in den 1980er Jahren auf geometrische Grundelemente reduzierte. Seit 1987 basieren die Kompositionen seiner Gemälde fast ausschließlich auf der Form des Kreuzes. Das künstlerische Werk kann als postmoderne Auseinandersetzung mit der kunsthistorischen Moderne insbesondere dem Suprematismus verstanden werden.

## Einzelausstellungen (Auswahl)
- 1999: Bambury, Works 1975–1999, City Gallery Wellington[2]
- 2001: Bambury: Works 1979–1999, Auckland Art Gallery, Auckland

## Gruppenausstellungen (Auswahl)
- 1989: Bambury and Nixon, Store 5, Melbourne
- 2001: Early 80s and now, Galerie nächst St. Stephan, Wien.[3]

## Auszeichnungen
- 1988 – Inaugural Möet and Chandon New Zealand Art